# Ectoedemia phyllotomella
Ectoedemia phyllotomella is een vlinder uit de familie dwergmineermotten (Nepticulidae). De wetenschappelijke naam is voor het eerst geldig gepubliceerd in 1946 door Klimesch.
De soort komt voor in Europa.